# Maison Lusseau
La maison Lusseau, selon la notice Mérimée, est contiguë du côté Ouest à la maison de l'Empereur, soit d'après cadastre.gouv.fr, au 2 rue des Remparts, sur l'île d'Aix, en France. L'immeuble a été inscrit au titre des monuments historiques en 1932.

## Historique
Le bâtiment est inscrit au titre des monuments historiques par arrêté du 7 juillet 1932.